# Onkogeneza
Onkogeneza – proces prowadzący do powstania nowotworu, zwykle zachodzący w DNA jako mutacja molekularna.
Zmiany występują na wielu poziomach:
- mutacji pojedynczych genów
- mutacji chromosomalnych (amplifikacje, delecje i translokacje)
- zmiany ekspresji genów, na przykład w wyniku metylacji
- w wyniku włączenia do genomu genów wirusa onkogennego.

Geny, których aktywacja hamuje onkogenezę, to antyonkogeny, częściej nazywane genami supresorowymi; geny, których amplifikacja/zwiększenie ekspresji powoduje bądź przyspiesza onkogenezę to onkogeny.
Substancje chemiczne, prowadzące do transformacji nowotworowej określane są mianem karcynogenów i należą do dwóch zasadniczych grup:
- inicjatorów karcynogenezy
- promotorów karcynogenezy (należą tu m.in. estrogeny, cytokiny i inne substancje pochodzenia endogennego, których zmiany stężenia mogą prowadzić do rozwinięcia się nowotworów)

## Działalność retrowirusów
Jednym z czynników prowadzących do wystąpienia nowotworu są retrowirusy. Ze względu na mechanizm działania można wydzielić ich trzy podkategorie:
- retrowirusy ostro transformujące
- retrowirusy przewlekle transformujące (zaburzają działanie promotora protoonkogenu)
- retrowirusy transaktywujące (prowadzą do transaktywacji niektórych genów. przykładami mogą być wirus ludzkiej białaczki wywodzącej się z limfocytów T - HTLV-1 oraz powszechnie znany wirus HIV)

## Zmiany genetyczne związane z onkogenezą

### Mutacje pojedynczych genów
- Niewielkie delecje, lub mutacje punktowe: najczęściej występują one w genach kodujących białka RAS lub kinazy tyrozynowe, uczestniczących w szlakach transdukcji sygnału w komórce.
- amplifikacje pewnych genów
- translokacje chromosomowe, w tym przeniesienie protoonkogenu w pobliże silnego promotora (zachodzi m.in. w przypadku chłoniaka Burkitta) lub utworzenie na tej drodze nowego białka fuzyjnego, będącego stymulatorem proliferacji (przykładem może być przeniesienie fragmentu onkogenu ABL z chromosomu 9 na chromosom 22, w pobliże regionu BCR)

### Geny supresorowe
Geny supresorowe, zwane też antyonkogenami, to geny kodujące białka, między innymi inhibitory proliferacji, induktory apoptozy oraz enzymy odpowiedzialne za naprawę uszkodzeń DNA. Gdy oba allele genu kodującego takie białko są zmutowane i powstające białko jest niefunkcjonalne, ryzyko wystąpienia nowotworu gwałtownie wzrasta (przykładem może być białko p53).

### Uszkodzenia DNA w komórkach nowotworowych
- rozmaite aberracje chromosomowe
- aneuploidie – bardzo duże spektrum możliwych zmian
- translokacje chromosomowe, w tym tworzenie chromosomów fuzyjnych (głównie w przypadku chłoniaków i białaczek); tworzenie się specyficznych translokacji jest możliwe dzięki stałemu ułożeniu względem siebie chromosomów w jądrze interfazowym, jest ono swoiste tkankowo.
- amplifikacje genów, obejmujące między innymi tworzenie amplikonów, małych bezcentromerowych chromosomów oraz regionów chromatyny o zatartej strukturze prążkowej

## Metody badań uszkodzeń DNA w komórkach nowotworowych
- FISH, a szczególnie M-FISH (multicolor FISH)
- CGH (porównawcza hybrydyzacja genomowa) – może być użyta w połączeniu z mikromacierzą DNA lub w wersji CGH HR (high resolution)
- różne warianty PCR
- DGGE (denaturyzacyjna elektroforeza gradientowa)
- HA (analiza heterodupleksów)
- SSCP (single-strand conformation polymorphism, czyli analiza konformacji pojedynczych nici)
- DTT (test przedwczesnej terminacji translacji)
- DHPLC (denaturyzująca HPLC)